# Třešňovka pod Kozákovou skálou
Třešňovka pod Kozákovou skálou v Liboci v Praze roste na jižním svahu mezi Kozákovou skálou a vodní nádrží Džbán.

## Historie
Sad byl vysazen pravděpodobně na přelomu 19. a 20. století. Již v roce 1923 se zde nacházely vzrostlé stromy. Do pozemkových knih se změna druhu pozemku z pastviny na zahradu dostala v roce 1925. Další výsadba pak proběhla mezi lety 1938–1945.
Po nějakou dobu byl sad ve správě Státního statku Praha, který jej měl vyznačen ve své evidenci. Staral se o něj jako o rekreační plochu a nechával jej k volnému využití. Sad ale v následujících letech postupně zarůstal.
V roce 2002 začala jeho obnova; nejprve byly ošetřeny stávající staré stromy a roku 2010 se vysadily nové třešně.

## Parametry
- Celková rozloha: 2,3 ha
- Počet stromů: 132 (r. 2019)
- Odrůdy:
  - Třešně: Baltavarská, Dönissenova, Doupovská černá, Droganova, Germersdorfská, Hedelfingenská, Karešova, Ladeho pozdní, Moreau, Napoleonova, Rychlice německá, Schneiderova
  - Jabloně (neurčeno)
- Ovoce k natrhání: ano
- Poznámka: část sadu není ve správě OCP MHMP[1]